# NGC 117
NGC 117 es una galaxia lenticular tipo S0 (r) a con una magnitud de 14.3 localizada a 250 millones de años luz de distancia en la constelación de Cetus. Fue descubierta el 13 de septiembre de 1863 por Albert Marth y descrita como "débil, muy pequeña".